# Parafia Matki Bożej Wspomożenia Wiernych w Katowicach
Parafia Matki Bożej Wspomożenia Wiernych w Katowicach Zarzeczu – parafia rzymskokatolicka w katowickiej dzielnicy Zarzecze, w dekanacie Katowice Piotrowice w archidiecezji katowickiej.
Parafia została erygowana 13 stycznia 1985 roku. Liczy 2500 wiernych. Wspólnota parafialna posiada własny cmentarz.

## Historia
Do momentu przyłączenia części Górnego Śląska do Polski w 1922 roku Zarzecze należało do księstwa pszczyńskiego. Mieszkańcy osady byli parafianami, istniejącej od czasów średniowiecznych, Parafii św. Wojciecha w Mikołowie. Część wsi przyłączono w 1920 roku do Parafii Matki Bożej Częstochowskiej w Podlesiu. Pozostałą część osady przyłączono do Parafii Trójcy Przenajświętszej w Kostuchnie w 1945 roku.
Pierwszy kościół w Zarzeczu zaczął powstawać już w 1938 roku. Mieszkaniec Zarzecza Alojzy Kraczla przywiózł z Częstochowy obraz Matki Bożej Wspomożenia Wiernych. Nie pytając o zgodę ani władz kościelnych ani państwowych, używając własnych funduszy, rozpoczął budowę. Po wybuchu II wojny światowej władze niemieckie nakazały rozbiórkę zaczętego kościoła. Alojzy Kraczla został uwięziony. Zginął w Auschwitz-Birkenau. 
Władze państwowe udzieliły pozwolenia na wybudowanie kaplicy i salek katechetycznych w Zarzeczu w 1981 roku. Autorem projektu był inż. Michał Kuczmiński. Parafię erygowano 13 stycznia 1985 roku. Pierwszym proboszczem był ks. Piotr Bichner. Teren parafii wydzielono z sąsiednich parafii (św. Wojciecha w Mikołowie, Matki Bożej Częstochowskiej w Podlesiu, Trójcy Przenajświętszej w Kostuchnie, Najświętszego Serca Pana Jezusa i św. Jana Bosko w Piotrowicach). Kościół parafialny poświęcił bp Damian Zimoń 28 października 1985 roku.

### Duszpasterze
Proboszczowie zarzeczcy od momentu ustanowienia parafii:
- ks. Piotr Bichner (1985–2002)
- ks. dr Stefan Czermiński (2002–2019)
- ks. Artur Wyrobek (od 2019)

## Teren parafii
Do parafii w sensie administracyjnym przynależą katolicy mieszkający na następujących ulicach: Grota-Roweckiego, Uniczowskiej, Karasiowej, Szarotek, Kamieńskiej, Kanałowej, Kopaniny, Kobieli, Swinarskiego, Fijewskiego, Kaskady, Kolbergera, Świderskiego, Stellera, Szczupaków, Karpiowej, Kowalówki, Węgorzy, Sandacza, Łososiowej, Jesiotra, Uklejowej, Tunelowej, Słonecznikowej, Azalii, Jargonia, Zwoźniakowej, Makuli, Sielawy.

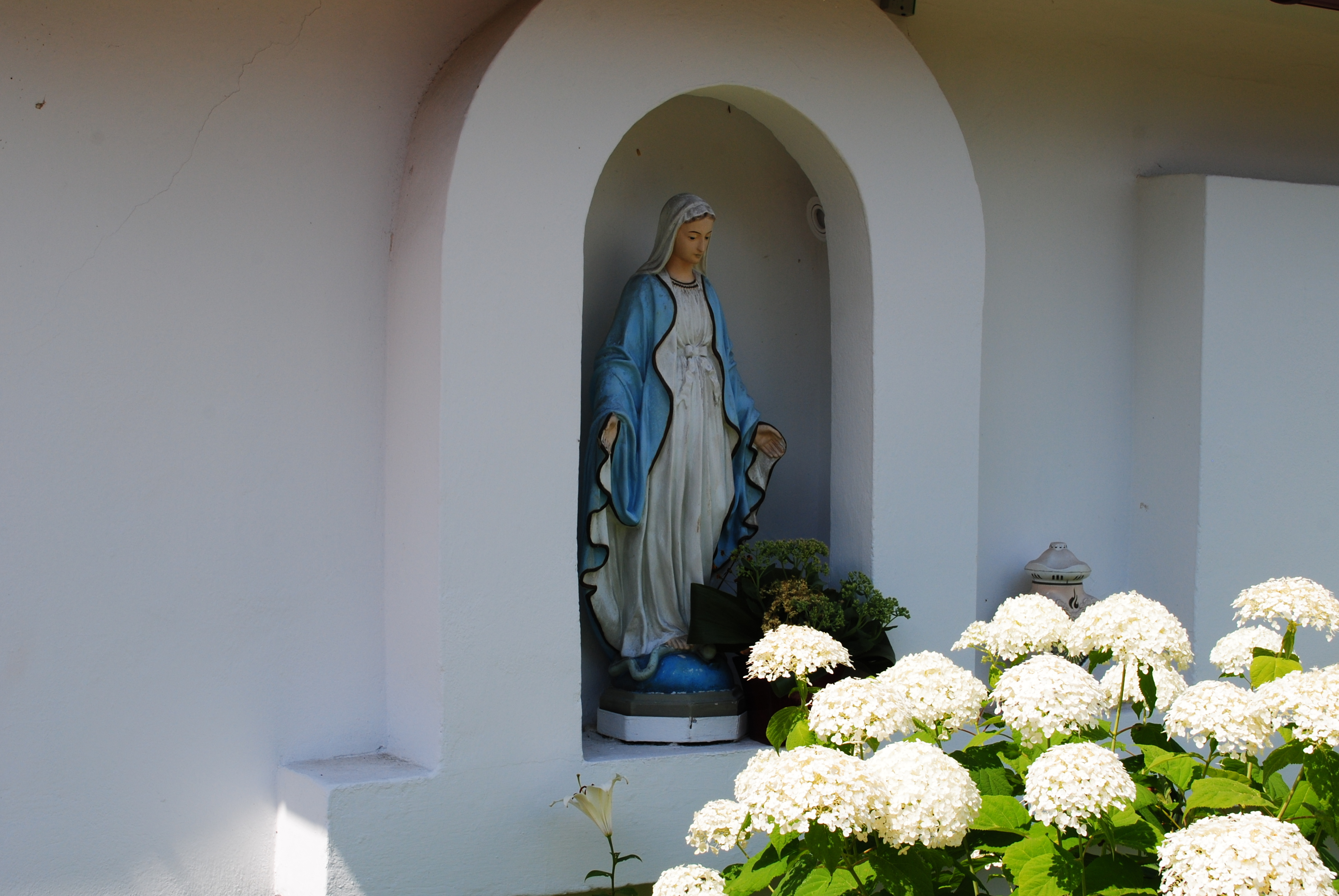
Kapliczka Matki Bożej